# フランシス・ブリンクリー
フランシス・ブリンクリー（Francis Brinkley、1841年11月9日 - 1912年10月22日）は、イギリスのジャーナリスト、海軍軍人。

## 来歴
1841年、アイルランドのミーズ県の名門貴族の家に生まれた。1867年に香港を経由して日本駐屯イギリス砲兵中尉として横浜に来日すると、勝海舟らに見いだされて海軍省のお雇い軍人となった。日本の海軍砲術学校の教師に就任、1871年には『語学独案内』（Guide to English self-taught、1875）という本を著述、好評を博した。ブリンクリーはのちに工部大学校の数学教師となっている。その後、ジャーナリストに転じ、1881年にはジャパンウィークリーメール紙（1870年創刊）を買収、経営者兼主筆となって、以降、親日的な態度により日本の立場を擁護しつつ、海外に紹介している。また、寄書家に広く紙面を解放していた。
日清戦争後はロンドン・タイムズ紙の通信員となって、再び日本の事情を広く世界に知らしめている。1878年、田中安子という女性と結婚。当時外国人との結婚に厳しかったイギリスは当初この結婚を認めなかったため、ブリンクリーは英国法院の法務総裁を相手に裁判を起こし、その勝訴を勝ち取った上での正式な結婚であった。1885年2月、今井町の官舎を引き払ったジョサイア・コンドルを9月までの間、麹町区飯田町の自宅に同居させている。また、同年8月1日から10日間、河鍋暁斎、コンドルとともに日光へ写生旅行に行っている。翌1886年11月、コンドルが学生を率いて訪欧したのを機にブリンクリーは暁斎に入門、日本画を学んでいる。『河鍋暁斎絵日記』の1887年3月5日から1888年8月11日の記述において数回、フレンキン、ぶれんき君、フレンキ君、フレシキ君、ブレンクリン君などとして登場しており、これらはこの頃、暁斎に入門したブリンクリーのことを指しており、同一人物とみてよいであろう。几帳面な一面を持っていた暁斎も人名に関してはルーズであったようである。『河鍋暁斎絵日記』によれば、当時のブリンクリーの家は芝区田町にあり、二階建ての洋館であったようである。この間、1887年4月30日にはブリンクリーの家において、ロンドンから来日した画家、モーティマー・メンペスと暁斎が画論を交わしている。暁斎による日本画の稽古は、暁斎がブリンクリー宅へ出張する出稽古の場合と、ブリンクリー自身が暁斎宅へ赴いて行われる場合の両方であった。なお、暁斎による出稽古の時には、八十吉が同行していた。
ブリンクリーは親日家として知られたが、むしろ親日を通り越して日本贔屓で、「本国に居て彼のように威張れるか。日本に居ると思つてあの高慢気の面憎さよ」と語り避暑地軽井沢での外国人の横柄さを怒ったり、日本を見下したり軽んじたりする白人の同朋に対し気色ばんで抗議するなど、日本への熱心な肩入れでブリンクリーを快く思わなかった外国人も少なくなかったという。
また、ブリンクリーに関するエピソードとして、明治のころに吉田金兵衛の浮世絵店にたびたび「弁慶」という名の外国人が訪れて、盛んに喜多川歌麿の錦絵ばかりを買って帰ったという話が知られている。錦絵50枚ほどを選んで価格を聞いたこの外国人に店主は1枚1銭のつもりで指を一本立てると、この外国人は5円を置いて帰ったという。驚いた店主に対し、大変喜んでいたその外国人に間違いだと気付かれぬよう、そっとその場を去り、数日は店を開かずにいたという。やがて、ほとぼりも冷めたころと思い、同じ場所に店主が行くと、待ちかねたようにこの外国人が来て、数枚の浮世絵に大金を払ったといわれる。実はこの「弁慶」という外国人が、アイルランド人の日本美術コレクター、ブリンクリーその人であった。ブリンクリー自身はこの「弁慶」という愛称を気に入り、自らも「ベンケイ」と称して絵を描いていたといわれる。
元軍人であったため、「キャプテン・ブリンクリー」として親しまれていたが、1912年10月22日、麻布の自宅で没した。墓所は青山霊園。会葬者には林董逓信相、斎藤実海軍相、内田康哉外務相の3大臣、英国大使クロード・マクドナルド卿、ジョサイア・コンドル、フランス・ロシア・アメリカ各大使、徳川圀順上院議長、阪谷芳郎東京市長、菊池大麓、益田孝、団琢磨、大倉喜八郎、朝吹英二などという錚々たる顔ぶれであった。

## 家族
祖父は当時ニュートンと並び称されたと言われる有名な天文学者、ジョン・ブリンクリー。母ハンリエッタはフランス革命の時に英国へ亡命したフランス貴族の娘で、姉はキングストン伯爵に嫁ぎ、兄は1人が仏法学者、もう1人の兄は学術研究でアメリカへ行くも、サメに食べられ非業の死を遂げたという。
夫人安子の出自は、水戸藩士田中某（なにがし）の子とされる。安子夫人との間には、二男（ハリー、ジャック）、二女（英子、稲子）がおり、長男は工学研究のためロンドン大学に留学、次男はセール・フレーザー商会に勤めていたという。長女の英子・ドロシーは、米国副領事のハギンズと結婚し、1934年12月24日に軽井沢で死去している。なお長男ハリーは、安子と結婚する前に内縁関係にあった女性との子であり、のちに安子の実子として籍を入れた。

## 自邸
北条相模守下屋敷跡だった港区麻布の北条坂に宏大な庭園を持つ自邸を構えていた。死去後、船成金の成瀬正行（成瀬正恭の弟）に売却、成瀬は神戸に住んでいたが、1919年にジョサイヤ・コンドル設計の自邸を当地に竣工、1940年には堤康次郎に売却、総理大臣別邸として貸与され、陳公博、チャンドラ・ボース、スカルノ、東条英機、重光葵、藤原銀次郎らが利用したことから「大東亜迎賓館」とも呼ばれたが、1944年に空襲で焼失。1990年、跡地に堤清二がセゾングループ迎賓館「米荘閣」を建設したが、2001年に売却され、解体後、高級マンション「ザ・ハウス南麻布」が建設された。なお、「米荘閣」の名は堤家の故郷である八木荘村（滋賀県愛知郡）の字を組み合わせたもの。

## 著書
- 和英大辞典（Conversation text book、1875） 南条文雄、岩崎行親らと共著、1896年